# Gà rừng Việt Nam
Gà rừng Việt Nam (danh pháp: Gallus gallus jabouillei) là một phân loài của loài gà rừng lông đỏ Gallus gallus). Ở Việt Nam phân loài gà rừng Gallus gallus jabouillei này, còn được gọi đơn giản là gà rừng, có mặt nhiều tại các tỉnh miền núi. Chúng là đối tượng chim săn bắn lấy thịt, hiện nay chúng cũng được ưa chuộng để nuôi làm gà kiểng.

## Đặc điểm

### Mô tả
Gà rừng Việt Nam là phân loài chim lớn, cánh dài 200-250mm, nặng 1-1,5 kg. Chim trống có lông đầu, cổ màu đỏ da cam, lưng và cánh đỏ thẫm, ngực bụng và đuôi đen. Chim mái nhỏ thua chim đực và toàn thân màu nâu xỉn. Mắt nâu hay vàng cam. Mỏ nâu sừng hoặc xám chì. Mỏ thịt đỏ. Chân xám nhạt. Nhìn bề ngoài, gà rừng đẹp mã, lông đỏ, chân chì, cựa dài nhọn, đôi tai trắng phau. Gà rừng trưởng thành cân nặng khoảng 8 lạng, dáng dấp thon gọn và nhanh nhẹn. Gà rừng thường bị bệnh hô hấp vào mùa mưa.
Có những con gà rừng có tai trắng, chân chì với màu lông tía sặc sỡ. Gà rừng khác gà ta ở nhiều chi tiết như lông gà rừng có màu sắc rực rỡ hơn, đẹp hơn, chân màu đen, tích trắng, mồng lá nhỏ. Phổ biến nhất trong các loại gà rừng đang được nuôi làm gà kiểng là gà đỏ với tai trắng, màu lông sặc sỡ, cựa nhọn, dáng thon. Con đực khi trưởng thành có sải cánh dài 20–25 cm, màu lông đỏ tía, nặng từ 1 đến 1,5 kg, trong khi con cái chỉ có màu lông nâu xỉn và kích thước nhỏ bé hơn.
Thành phần dinh dưỡng trong thịt gà rừng thấy có chứa 24,4% protid, 4,8% lipid, 14 mg% Ca, 263 mg% P, 0,4 mg% Fe và một số vitamin. Thịt có vị ngọt, tính ấm. Theo kinh nghiệm dân gian, thịt gà rừng được dùng chữa chứng xích bạch đới, tả lỵ lâu ngày, suy yếu sinh lý dưới dạng nấu ăn, thịt gà rừng có thể Chữa ngộ độc nhãn rừng, Chữa gân xương đau mỏi, chân tay run rẩy là chân gà (hay nhất là chân gà trống) và Sơn kê là tên dược liệu của thịt và chân gà rừng

### Tập tính
Gà rừng sống định cư và ở trong nhiều loại rừng. Môi trường sống thích hợp là rừng thứ sinh gần nương rẫy hay rừng gỗ pha giang, nứa. Sống đàn hoạt động vào 2 thời điểm trong ngày như sáng sớm và xế chiều. Buổi tối gà tìm đến những cây cao dưới 5m có tán lớn để ngủ. Gà thích ngủ trong các bụi giang, nứa, có nhiều cây đổ ngang. Mùa sinh sản của gà rừng bắt đầu vào tháng 3. Vào thời kỳ này gà trống gáy nhiều lúc sáng sớm và hoàng hôn. Một con đực đi với nhiều con mái. Tổ làm đơn giản, trong lùm cây bụi, Mỗi lứa đẻ 5 -10 trứng, ấp 21 ngày. Con non đẻ ra khoẻ.
Gà rừng rất tinh khôn, chỉ cần một tiếng động nhẹ là chúng bay đi chứ không bao giờ bén mảng đến chỗ nguy hiểm nữa. Chúng nhút nhát nhưng khôn lanh, dường như đánh hơi được bẫy, thấy là tránh xa. Tổ gà rừng rất khó tìm, chúng thường đẻ trứng ở bãi cỏ rậm rạp và ngụy trang kín đáo.
Từ môi trường tự nhiên thành môi trường nuôi ở nhà rất khó đối với gà rừng. Để quen với cách nuôi thả vườn, ban đầu người nuôi gà nhốt từng lồng riêng sát bìa rừng, sau đó mới thả rông. Thức ăn chính là côn trùng, sau đó rồi tập ăn dần cho gạo, cám, cỏ và thóc.

### Tập tính ăn
Gà rừng ăn các loại quả mềm như quả đa, quả si, hạt cỏ dại, cây lương thực, thóc ngô, các loài động vật nhỏ, mối, kiến, giun đất, châu chấu, nhái... Trong điều kiện nuôi nhốt, thức ăn cho chúng khi còn nhỏ là cám công nghiệp, khi lớn lên chủ yếu là lúa, ngoài ra là bắp, đậu xanh. Nhìn chung, thức ăn chủ yếu cho gà rừng là cỏ, côn trùng và thóc.
Ngoài ra, nguồn thức ăn chính của gà rừng còn có thể kể đến là mối. Mối giàu protein giúp gà hấp thụ chất dinh dưỡng tốt, lớn nhanh. Ngoài thức ăn tự nhiên, trong khi nuôi nhốt còn thực phẩm công nghiệp như bột cám, bắp xay, rau, tép khô cho gà ăn bổ sung. Gà rừng có sức đề kháng cao, ít bệnh, tuy nhiên vì đặc tính hoang dã nên khi còn nhỏ, nhất là trong vòng 15 ngày tuổi, người nuôi gà có khi phải tập cho gà ăn trên tay để thuần hóa.

## Tình trạng
Trước đây, ở các bản làng gà rừng nhiều, nó còn đến giao phối với gà nhà. Mỗi sáng sớm mai thức dậy gà rừng gáy râm ran. Thế nhưng, người Việt săn bắn nhiều quá mức, nên bây giờ phải vào tận trong rừng sâu mới săn, bắn được gà rừng. Nạn săn gà rừng đang gia tăng, không những làm cho loài lâm cầm này đứng trước nguy cơ tuyệt chủng, làm mất cân bằng sinh thái. Nhìn chung, gà rừng ở Việt Nam bị săn bắn quá mức để lấy thịt làm đặc sản và bắt sống để làm cảnh.

### Săn bắt
Với giá bán gà rừng thịt hiện nay là 300 nghìn đồng/1 kg. Ở các địa phương miền núi nạn bẫy gà rừng còn nhiều hơn ở các vùng rừng ở miền xuôi, có ghi nhận việc nhiều người còn vào cả khu bảo tồn thiên nhiên Pù Huống và vườn quốc gia Pù Mát để bẫy gà rừng. Không những bẫy mà nhiều người con mang cả súng kíp, súng thể thao để đi săn gà rừng. Hiện nay nhậu thịt gà rừng và nuôi gà rừng làm cảnh đang là mốt của nhiều người. Chính điều này đã tạo nên cơn sốt săn gà rừng chưa từng có ở các vùng rừng xứ Nghệ. Ở bìa rừng, nơi có những ruộng lúa mà gà rừng thường xuống ăn, người đi săn hết đặt bẫy lại dùng nhựa cây để bắt chúng.
Trong cuộc săn gà rừng, đồ nghề của người săn rất công phu như gà mồi; băng đĩa cassette; chiếc bẫy giò và vô số bẫy bộng, bẫy lối mòn; thức ăn, nước uống khá đầy đủ. Có loại bẫy này phải có kinh nghiệm để xác định được lối mòn gà rừng thường xuyên đi qua để đặt bẫy. Gà rừng đi qua, đạp phải bẫy sẽ bị treo giò. Thợ săn thường chọn khoảng đất trống bên con suối nhỏ làm điểm đặt bẫy giò. Những chiếc bẫy này làm bằng dây phanh xe đạp nối với sợi dây dù làm thòng lọng. Đồng loạt nhiều chiếc bẫy này được cột với cành cây rừng, vít đinh cắm xuống đất, phủ là khô lên trên. Sau đó đặt gà mồi ở giữa. Con gà mồi này cũng bẫy được đem về nuôi và huấn luyện, nó có khả năng dụ gà rừng. Công đoạn cuối cùng là bật cassette phát tiếng gà rừng gáy để hỗ trợ cho gà mồi.
Con gà mồi sẽ rướn cổ gáy vang cả một góc rừng, con gà mồi gáy vài đợt xong đứng im nghỉ ngơi. Tiếng gà rừng từ chiếc đài cassette dấu dưới gốc cây mở hết công suất tiếp tục gáy hỗ trợ y như thật. Bẫy gà rừng là phải kiên trì. Nếu trời tháng 6 nắng, chúng đi kiếm ăn nhưng sẽ đến đoạn suối uống nước. Gà sẽ xù lông cổ nhìn gà mồi, kẻ xâm nhập lãnh thổ. Con gà mồi cũng rướn cổ gáy khiêu khích. Gà rừng điên tiết lao vào là bị sập bẫy, treo giò.

### Thuần dưỡng
Gà rừng lai trưởng thành có trọng lượng từ 0,8 – 0,9 kg/ con, con nào có sắc lông đẹp thì làm cảnh, con nào ít đẹp hơn thì bán thịt. Một số nơi, gà cảnh có giá 500.000 đồng/con, gà thịt có giá 150.000 - 200.000 đồng/con Vì gà rừng cảnh thường là con trống với bộ lông tía sặc sỡ, tai trắng, cựa nhọn, chân chì và thon lại gáy hay nên dễ hấp dẫn dân chơi  Giá gà rừng đỏ khá cao, loại thuần chủng, trưởng thành và đã quen nuôi nhốt thường được chào bán từ 600.000 đồng đến một triệu đồng/con, giá gà mái rẻ hơn gà trống. Gà đang trong giai đoạn sinh sản sẽ có giá khoảng 1,6 triệu đồng/cặp. Riêng gà rừng mới bẫy chưa thuần hóa có giá cao hơn hẳn, thông thường là 1,2 triệu đồng với một con mái và 1,5 triệu đồng với một con trống.
Với dân chơi gà rừng cảnh, gà chỉ được nuôi bằng thức ăn tự nhiên như cỏ, côn trùng và thóc, trong khi gà rừng nuôi thịt có thể hấp thụ cả thức ăn công nghiệp như cám gạo, ngô xay nhuyễn hoặc thức ăn tổng hợp. Gà nuôi lấy giống hoặc làm cảnh thường chỉ ghép cặp 2 mái và một trống để tăng độ thuần, còn gà nuôi lấy thịt ghép cặp tới 12 mái -1 trống. Vóc dáng nhỏ bé nhưng thịt chắc, giá trị dinh dưỡng cao khiến gà rừng lấy thịt vẫn mang lại hiệu quả kinh tế cao cho người nuôi, dù giá không bằng gà nuôi giống hoặc làm cảnh. Gà lấy thịt thường có trọng lượng dưới 1,3 kg, giá gà trống thịt 250.000 – 300.000 đồng/con, gà mái 180.000 – 250.000 đồng/con. Nhiều nhà hàng, quán ăn đã thu hút thực khách với món gà rừng, chim trĩ, chúng đều được nuôi từ những nhà vườn.
Mức độ thuần của gà rừng đỏ dựa trên màu sắc chân, số lông đuôi và chiều dài mình. Thông thường những con có màu chân xanh đá là giống thuần chủng, gà lai có chân màu xám. Gà rừng thuần chủng có thân hình thanh hơn, mào nhỏ và lông đuôi thưa với tối đa 2 cọng lông đuôi cong chính và khoảng 4 lông đuôi cong phụ mỗi bên. Ngược lại, gà lai có đuôi lớn, thân hình vạm vỡ hơn hẳn. Nhút nhát, khó nuôi và không dễ tìm được cá thể thuần chủng nhưng dân chơi gà cảnh vẫn sẵn sàng chi để sở hữu một con gà rừng Việt hiếm có. Gà rừng đỏ thường được cung cấp từ các đầu mối tại khu vực miền Trung và Tây Nguyên.